# Пинская военная флотилия
Пинская военная флотилия — формирование (флотилия) Военно-морского флота Вооружённых Сил Союза ССР.
Объединение создано 17 июля 1940 года из управления, кораблей и частей переименованной Днепровской военной флотилии. Главная база — Пинск, тыловая — Киев.

## Состав
К началу Великой Отечественной войны флотилия имела в своем составе:
- управление (штабной корабль «Припять»)
- дивизион речных мониторов — 5 единиц («Житомир», «Витебск», «Винница», «Бобруйск», «Смоленск») и плавбаза Неман
- отряд канонерских лодок («Белорус», «Трудовой»)
- дивизион бронекатеров — 11 бронекатеров и 3 плавбазы
- дивизион тральщиков-заградителей (минный заградитель, 11 катеров-тральщиков)
- отряд глиссеров — 11 единиц
- учебный отряд (2 монитора, 2 канонерские лодки, 6 бронекатеров, 4 плавбазы)
- 78 орудий береговой артиллерии и 15 орудий зенитной артиллерии в составе 109-го отдельного зенитного артиллерийского дивизиона (зенартдн[3])
- 16 самолётов в составе 46-й отдельной авиационной эскадрильи (46 оаэ)
- роту морской пехоты
- Киевский военный порт и 2 взвода охраны
- подразделения наблюдения, связи, тыла[4]

В оперативном отношении флотилия состояла из отрядов речных кораблей (Березинский, Припятский, Днепровский, уже в ходе войны были сформированы Киевский и Черниговский отряды). В строю находились 27 боевых кораблей и 30 катеров
Штатная численность личного состава флотилии до мобилизации насчитывала 2 307 человек, в ходе войны численность личного состава возросла до 3 386 человек (346 командиров, 110 лиц политсостава, 650 старшин и сержантов, 2 290 краснофлотцев и красноармейцев).
В ходе Великой Отечественной войны пополнилась 45 кораблями, катерами и вспомогательными судами, переданными из народного хозяйства по плану мобилизации (план предусматривал передачу около 60 судов). Вооружить и ввести в строй из переданных судов сумели не все из-за резкого развития неблагоприятной обстановки на фронте (по некоторым данным, всего 18 кораблей).
Основные корабли Пинской военной флотилии:
- мониторы — «Витебск», «Житомир», «Бобруйск», «Винница», «Смоленск», «Левачёв», «Флягин», «Жемчужин», «Ростовцев»;
- канонерские лодки — «Передовой», «Кремль», «Каганович», «Верный», «Димитров», «Смольный», «Белорус», «Трудовой»;
- сторожевые корабли — «Пушкин», «Водопьянов», «Парижская коммуна», «Техник», «Большевик», «Ворошилов», «Рулевой», «Река»;
- 4 бронекатера типа Д — № 201, 202, 203, 204[7].

## Командный состав
Командующий — контр-адмирал Д. Д. Рогачев (22 июня — 18 сентября 1941 года).
Военный комиссар — полковой комиссар Г. В. Татарченко (22 июня — 14 июля 1941 года), умер от сердечного приступа
- бригадный комиссар И. И. Кузнецов (23 июля — сентябрь 1941 года).

Начальник штаба — капитан 2-го ранга Г. И. Брахтман (22 июня — 20 сентября 1941 года).

## Боевые действия
Пинская военная флотилия действовала на стыке Западного и Юго-Западного фронтов. Подразделения гидрографов флотилии, занимавшиеся промерами русла реки Западный Буг, оказались застигнуты войной у Бреста и вступили в бой в первые минуты войны. К 11 июля 1941 года основные силы флотилии были сведены в 3 отряда: Березинский, Припятский (на Березине и Припяти в оперативном подчинении Западному фронту) и Днепровский (на Днепре в оперативном подчинении Юго-Западному фронту). Березинский отряд взаимодействовал с 21-й армией, Припятский — с частями 4-й и 5-й армий, Днепровский — с частями 26-й и 38-й армий. В августе 1941 года были сформированы Киевский и Черниговский отряды.

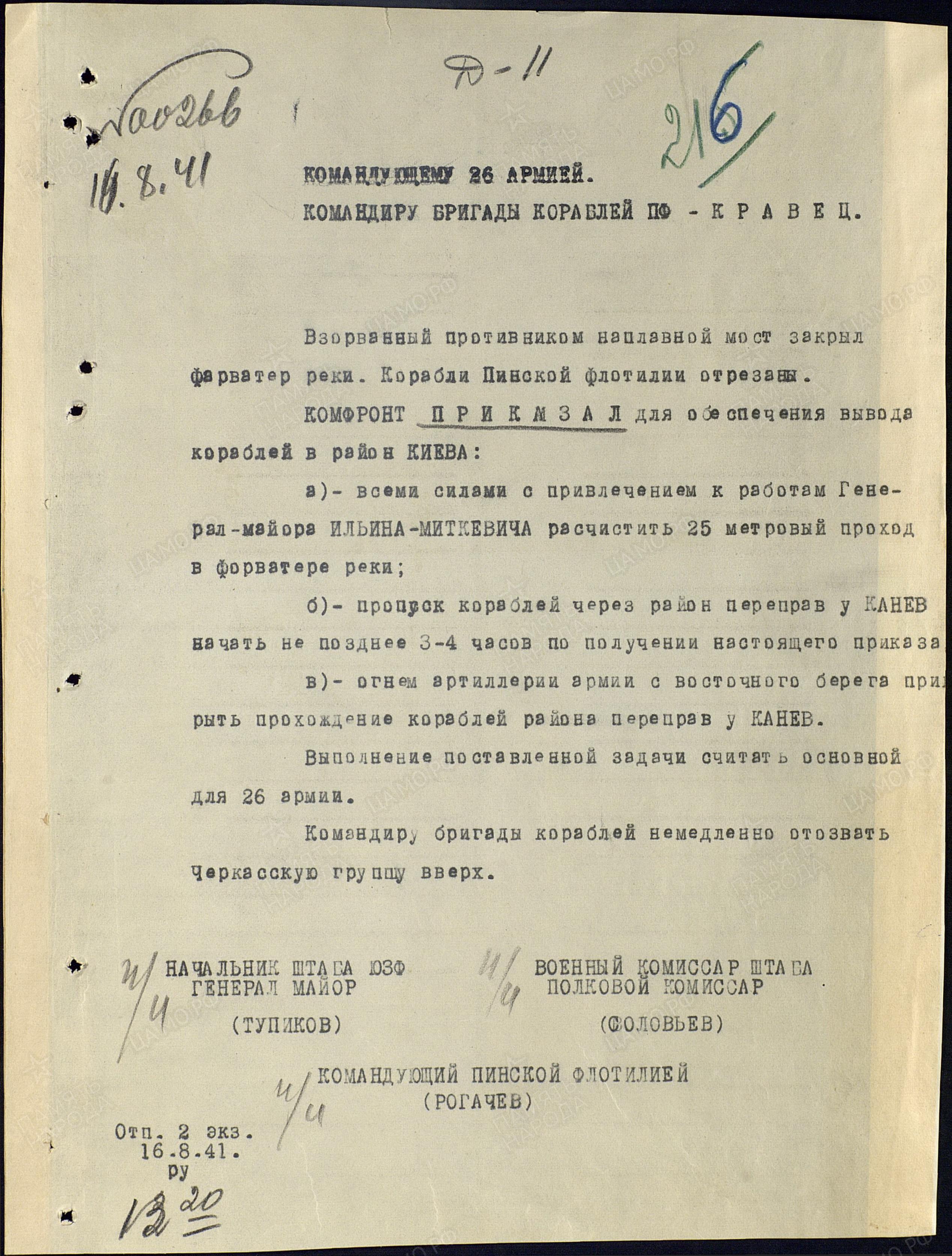
Приказ штаба Юго-Западного фронта № 266 от 14.08.1941 г. на подготовку Каневского прорыва кораблей Пинской военной флотилии, подписанный генерал-майором Тупиковым, полковым комиссаром Соловьевым и командующим Пинской военной флотилией контр-адмиралом Рогачёвым.
Архив: ЦАМО, Фонд: 229, Опись: 161, Дело: 11, Лист документа в деле: 216

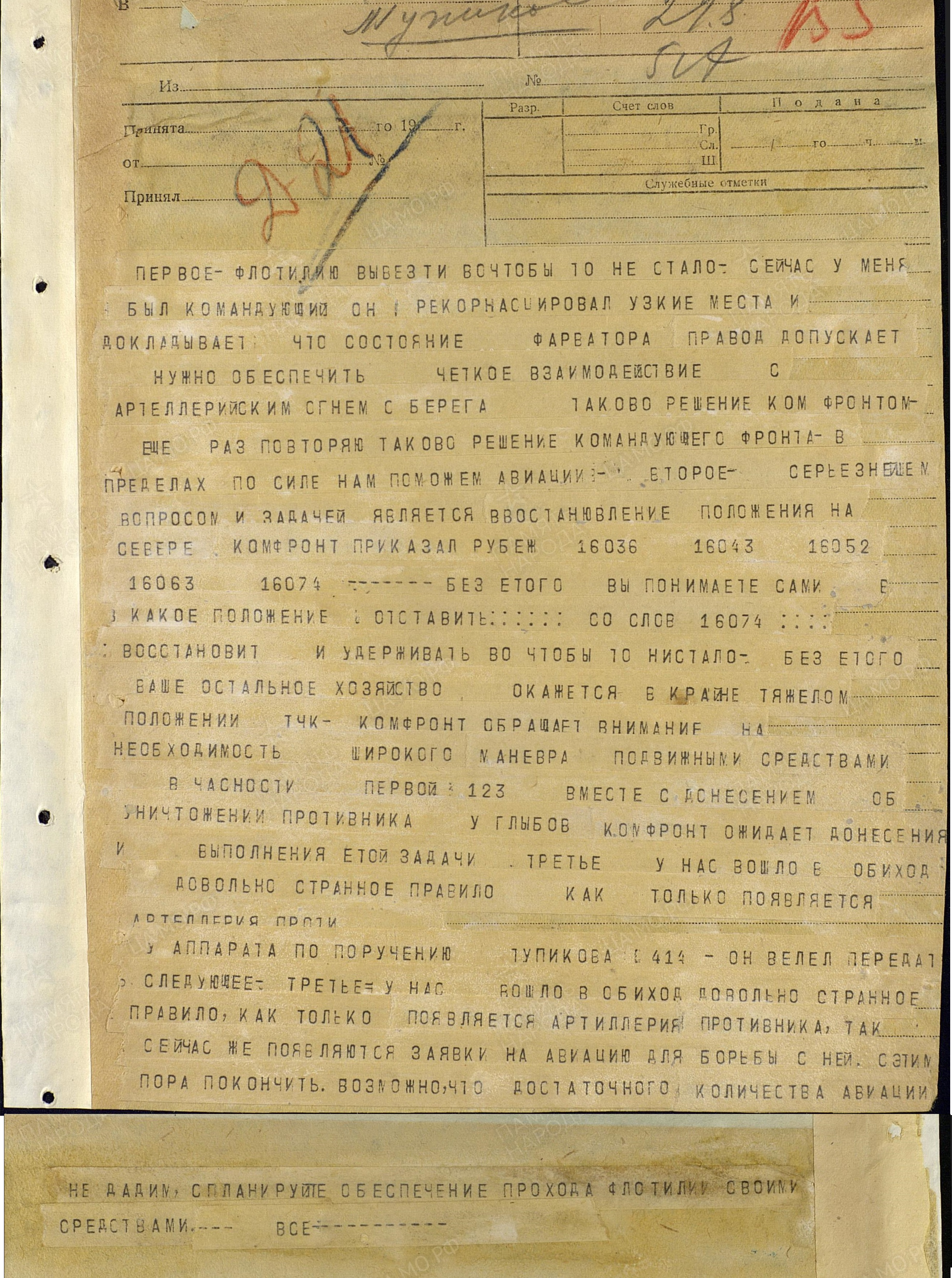
Переговоры штабов Юго-Западного фронта и 5-й армии от 29.08.1941 г. на подготовку 2-го прорыва кораблей Пинской военной флотилии через Окуниново в Киев. Архив: ЦАМО, Фонд: 229, Опись: 161, Дело: 128, Лист начала документа в деле: 155

Киевский отряд речных кораблей (ОРК), сформированный 4 августа для содействия войскам Киевского укреплённого района, начал активную поддержку левого фланга КиУР с 7 августа, когда немецкие части подошли к Пирогово, приблизившись к Днепру. Состав отряда часто менялся, но изначально в него входили: канлодка «Кремль», канлодка «Каганович», канлодка «Димитров», монитор «Флягин», сторожевые катера «С-1» и «С-2», бронекатер «Н-15». Также КиУР оказывала поддержку артиллерия с восточного берега Днепра, например 135 пап РГК. Стрельба кораблей велась с закрытых позиций из проток в районе Осокорки - Вишенки по заявкам сухопутных частей, в частности 147 сд. Наблюдательные пункты, состоявшие из личного состава флотилии, находились в сухопутных частях и держали связь со своими кораблями по телефону или радио.
Пинская военная флотилия способствовала длительному удержанию переправ через Днепр и созданию обороны советскими войсками на его левом берегу. В августе-сентябре 1941 года Пинская военная флотилия участвовала в обороне Киева. В середине августа противник вышел непосредственно к реке Днепр, захватив Канев и плацдарм на левом берегу Днепра близ н.п. Горностайполь и Окуниново, что севернее Киева. Тем самым ПВФ была вынуждена провести три операции по выводу/прорыву кораблей и судов в Киев. Так 17 – 19.08.1941 г. состоялся так называемый Каневский прорыв, проведенный Днепровским ОРК из района Канева в Киев. Эту операцию увязали с действиями полевой и дальнобойной артиллерии сухопутных войск, которая помогала подавлять вражеские цели с левого берега Днепра. В целом прорыв оказался удачен, а потери минимальны. 25–26.08.1941 г. состоялся так называемый 1-й Окуниновский прорыв Припятского ОРК из района Чернобыль - Домантово (село ныне не существует) - Навозы в Киев мимо немецкого плацдарма у Окуниново. А 30–31.08.1941 г. состоялся 2-й Окуниновский с теми же целями. Эти две операции были неудачными, в Киев прибыло около 1/3 участвовавших кораблей, другая треть была потоплена в ходе прорывов либо огнем с берега, либо авиабомбежками. Остальные (также около 1/3) возвращались в район Чернобыль - Домантово - Навозы, где были вскоре уничтожены подошедшими к реке немецкими войсками.
До конца выполнив задачу, моряки взорвали свои корабли и сражались в составе окруженной группировки. На последних этапах этой большой битвы за Киев из моряков погибших кораблей ПВФ сформирован сухопутный отряд моряков (два батальона по 360 человек, отдельная рота в 120 человек, рота комсостава в 140 человек), который разделили на два отряда. 1-й отряд вел бои в районе Остёр - Бобрик - Русанов, а 2-й отряд - оборонял рубежи КиУР близ Голосеевского леса. Приказ на подрыв кораблей ПВФ, которые на тот момент сосредоточились у Киева, был дан Военным Советом 37-армии 18 сентября, за несколько часов до оставления города советскими войсками.
При прорыве кольца окружения 20 сентября от Борисполя на Иваньков моряки флотилии шли в первых рядах атакующих, только погибших в этом бою их было свыше 100 человек.
6 октября 1941 года приказом Наркома ВМФ Пинская военная флотилия была расформирована.

## После войны
На базе Днепровской военной флотилии после Второй мировой войны был создан 1-й учебный отряд ВМФ СССР в белорусском городе Пинск, который готовил специалистов для 4 флотов (Северного, Тихоокеанского, Балтийского и Черноморского) и 1 флотилии (Каспийской). Учебный отряд расформировали уже после распада СССР в 1992 году 2 декабря. В настоящее время в городе Пинск не осталось военно-морских подразделений, как это было в советское время. Сейчас на материально-технической базе 1-го учебного отряда готовят связистов и водолазов для Пограничной службы независимой Беларуси, а большая часть военного городка моряков перешла к Пинскому пограничному отряду (который занял место военных моряков в городе), учебный корпус электромеханической школы отдали Пинской региональной таможне, здание штаба и Дом офицеров отдали католической общине под духовную семинарию, матросский клуб превратили в магазин, матросский сад превратили в просто сквер, одно из зданий военного городка превратили в центральную поликлинику города, стадион «Волна» с прилегающими территориями отдали Полесскому государственному университету для создания современной спортивной базы, а набережная реки Пина в результате реконструкции получила новый мирный облик. В итоге от бывшего военного городка моряков осталось только напоминание в виде названия стадиона и городской команды «Волна» и обновленная аллея героев-днепровцев у входа в центральную поликлинику.

## Документы
- Пинская военная флотилия: гриф секретности снят. Отчёт начальника штаба флотилии капитана 2 ранга Брахтман Г. И. о боевых действиях ПВФ в июне—сентябре 1941 года. // Морской сборник. — 2010. — № 6. — С. 67—81.